# 彭内
彭内（義大利語：Penne），是意大利佩斯卡拉省的一个市镇。总面积97平方公里，人口12841人，人口密度132.4人/平方公里（2009年）。ISTAT代码为068027。